# شغال‌لانه
شغال‌لانه (به لاتین: Şıqalonu) یک منطقه مسکونی در جمهوری آذربایجان است که در شهرستان آستارا واقع شده‌است شغال‌لانه ۴۰۳ نفر جمعیت دارد.

## ریشه واژه
سیغ در زبان تالشی به معنی سنگ و لونی یا هونی به‌معنی چشمه است. معنای کامل آن روستای چشمه سنگی است. برخی آن را به معنی لانه شغال می‌دانند.